# Lerista borealis
Lerista borealis är en ödleart som beskrevs av  Storr 1971. Lerista borealis ingår i släktet Lerista och familjen skinkar. Inga underarter finns listade i Catalogue of Life.